# La otra alcoba
La otra alcoba, internacionalmente The other bedroom, es una película realizada en 1976. Dirigida por Eloy de la Iglesia es la novena obra del realizador vasco pero la primera rodada después de la muerte de Francisco Franco. Ello no impidió que tuviera problemas con la censura cinematográfica todavía vigente. Interpretada en sus roles principales por Amparo Muñoz (quien efectuó su primer desnudo en pantalla en esta película) Patxi Andión y Simón Andreu, es un film de género dramático con elementos de comedia.

## Argumento
Marcos (Andreu), un importante empresario que trabaja en Madrid posee una vida acomodada. Rico, ambicioso y con aspiraciones políticas está casado con Diana (Muñoz). Sin embargo su vida matrimonial se ve afectada por el hecho de que no tienen hijos, pese a los intentos durante años por concebirlos o a plantearse la opción de la adopción internacional. Diana, decidida a tener un hijo biológico y tras hacerse pruebas con su ginecólogo que revelan su fertilidad, debe afrontar que Marcos es estéril. Por ello comienza a prestar atención a Juan (Andión) un atractivo trabajador de una gasolinera. Juan, un hombre de clase trabajadora que ha estado ahorrando dinero para mudarse a un apartamento con su novia, Charo (Ríos) empleada de una agencia de viajes, y con quien está a un mes de casarse. Un incidente mecánico en el coche de Diana, solucionado por Juan, es el detonante que desencadenará una fuerte atracción sexual entre ambos. 
Eduardo (Merino), uno de los amigos ricos de Marcos, siempre ha deseado a la hermosa Diana que, en cambio, no le ha prestado nunca atención. Aprovechando un viaje de negocios al extranjero de Marcos, Eduardo invita a Diana a una discoteca donde coinciden con Juan y su novia Charo. Esa noche Diana tiene un sueño erótico con Juan. Al día siguiente, Diana visita a Juan en la gasolinera donde trabaja y comienzan a salir. Pronto se embarcan en una relación sexual apasionada. Aunque Juan se abre a Diana, y le habla de su vida, ella no revela detalles de su día a día. Las diferencias de experiencias y de clase social rápidamente se hacen evidentes entre los amantes. Marcos, después de una época de trabajo duro, planea un viaje de placer a una estación de esquí con Diana. Una vez allí Diana no puede olvidar a Juan. 
A medida que la relación con Diana se hace evidente Juan sufre los chismorreos y burlas de Sebas (Lage) su joven compañero de trabajo. Cuando Diana vuelve de su viaje a la montaña, vuelve a llamar a Juan y se reúnen en la habitación de un hotel. Para entonces Juan ya está profundamente enamorado y le gustaría mantener una relación más comprometida con Diana, pero ella permanece distante. Baena, el jefe de la agencia de viajes donde trabaja Charo, coincide con su amante en el mismo hotel que Diana y Juan utilizan para sus encuentros clandestinos. Le revela a Charo que su novio está manteniendo un romance y, como consecuencia, Juan y Charo tienen una fuerte discusión que acaba con la ruptura de su compromiso.
Diana descubre que, finalmente, está embarazada a raíz de sus encuentros con Juan. Ella, feliz de cumplir con su deseo, le revela a Juan que está casada, que está encinta y rompe la relación. Diana no estaba enamorada de Juan. Sólo lo utilizaba para concebir al niño que ella quería. A continuación Diana confiesa la verdad a su desconcertado esposo. Marcos, preocupado por sufrir un escándalo que pueda perjudicar sus negocios y sus aspiraciones, ante la evidencia de no querer perder a su esposa acepta la situación fríamente y organiza un encuentro con su esposa y su examante. A cambio de su silencia Marcos le ofrece dinero a Juan a lo que este último se niega y los dos hombres acaban peleando a puñetazos. 
Cuando los planes parecen establecerse a su favor Diana sufre un aborto y entra en una depresión. Juan vuelve con Charo que, muy enamorada, le perdona su infidelidad y reactivan sus planes de boda. Unos matones enviados por Marcos le propinan una buena paliza a Juan para dejarle claro que debe olvidar el pasado y la relación que mantuvo con Diana. Finalmente Diana, saliendo de su depresión, se fija en un joven atleta que acaba de ganar un concurso de natación. Marcos observa con aquiescencia desde la distancia.

## Reparto
- Patxi Andión - Juan
- Amparo Muñoz - Diana
- Simón Andreu - Marcos
- Ricardo Merino - Eduardo
- Yolanda Ríos - Charo
- Chacho Lage - Sebas
- Vicky Lagos - Dama
- Juan Sala - Pablo
- Eva León - Mujer
- Alberto Bové - Baena
- José Luis Chinchilla - Individuo
- Manuel Ayuso - Jefe de gasolinera
- Camino Delgado - Señora
- Pilar Vela - Monja
- Antonio del Real - Camarero

## Producción
Rodada en localizaciones de Madrid La otra alcoba obtuvo un notable éxito comercial: registró más de 1.400.000 espectadores durante su pase por las carteleras. Destaca por contar con una pareja de actores que, en la vida real, mantenían una relación de pareja en aquel momento aunque se divorciaron en 1983: Amparo Muñoz, ex-Miss Universo, y Patxi Andión. Ambos muestran escenas subidas de tono, acorde a otras producciones que empezaban a realizarse tras la muerte de Franco. Simón Andreu, otro de los personajes principales de la película, afirmaba respecto a la producción:

"El venía siempre a los rodajes con los deberes hechos, con los guiones aprendidos. No incluía notas, como hacen otros, pero él ya sabía lo que iba a hacer. Trabajar con Eloy de la Iglesia era una gozada, él ya traía la película rodada desde casa. Cuando llegaba a los rodajes, colocaba las cámaras y todo salía sobre ruedas, sin titubeos, era como si hubiera soñado la película, como si la tuviera en mente. Y era muy eficaz, rodaba casi exclusivamente lo que necesitaba, al menos en los comienzos de su carrera."
Simón Andreu sobre La otra alcoba en el diario La Opinión de Murcia (2017) 

## Recepción
La película cuenta con opiniones bastante neutras en los portales de información cinematográfica. En IMDb, basándose en 31 votos, obtiene una puntuación de 6,1 sobre 10. En FilmAffinity España sólo alcanza un 4,7 sobre 10 calculándose sobre 171 votos.
En la edición publicada el 6 de marzo de 1992 del diario El País se reseña sobre el film "Eloy de la Iglesia nunca desaprovecha la oportunidad de colar el mensaje social, que aquí se resume a acusar de impotencia a los ricos y de hombría a los pobres. Ni que fuera Pasolini". No obstante, Jordi Battle, en la edición del 17 de mayo de 1987 del mismo periódico afirmó: "No es La otra alcoba, ni de lejos, la mejor película del director Eloy de la Iglesia, pero posee ese frescor que caracteriza sus productos, nacidos sin duda del desparpajo con que se toma sus propuestas cinematográficas, siempre agarradas oportunamente del calendario. En este caso se trata de exponer una relación triangular donde el marido es multimillonario y estéril y el amante, empleado en una gasolinera, pobre y muy fértil".